# Palus Epidemiarum

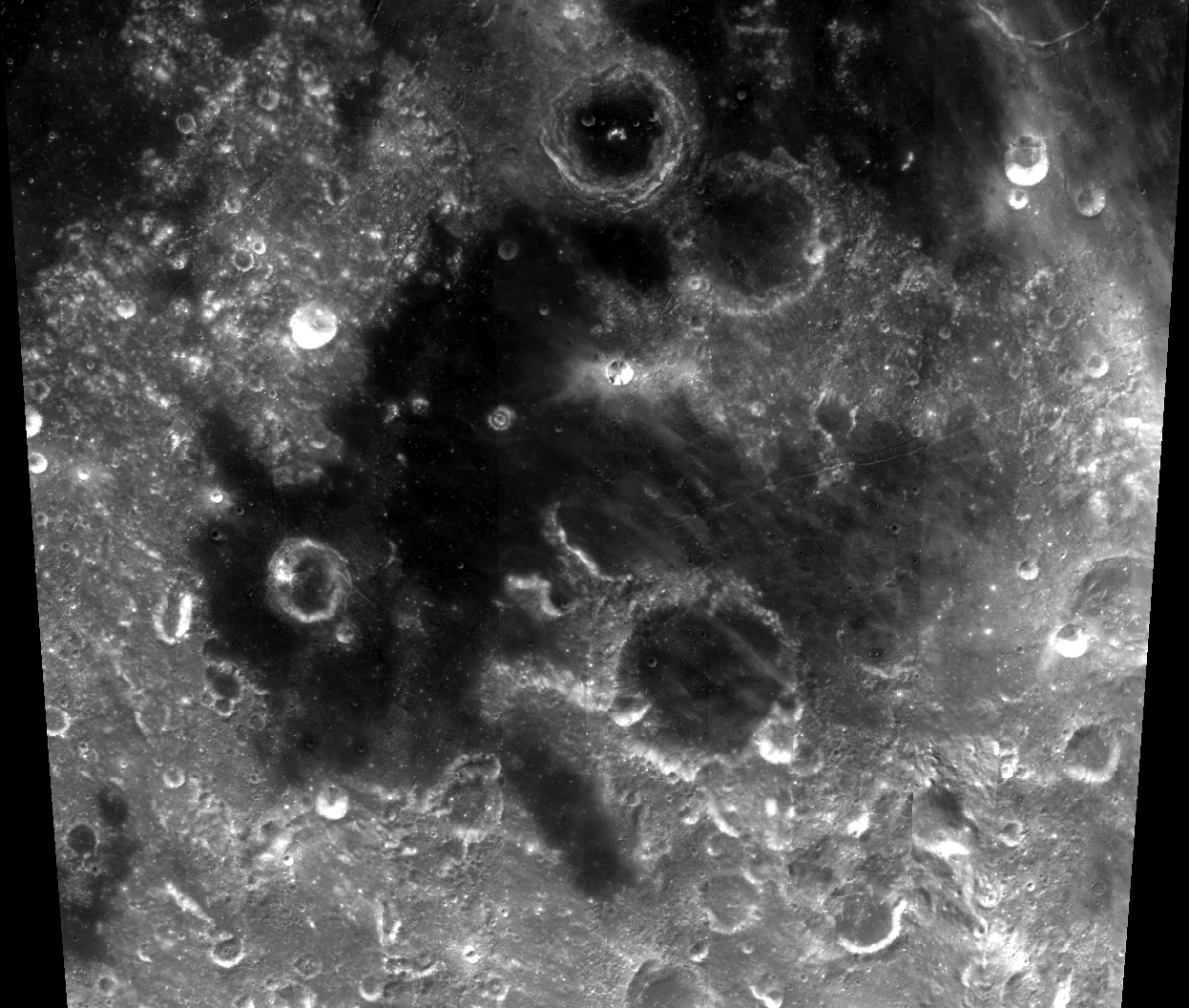
Palus Epidemiarum

Palus Epidemiarum (łac. Bagno Epidemii) – fragment powierzchni Księżyca, zaliczany do formacji określanych jako morze księżycowe. Jego współrzędne selenograficzne to ☾ 32,0°S 28,2°W/-32,000000 -28,200000, a średnica wynosi 286 km. Nazwa została zatwierdzona przez Międzynarodową Unię Astronomiczną w roku 1935.